# Ruta Nacional A004 (Argentina)
La Ruta Nacional A004 es una autopista que enlaza el km 31 de la Autopista Buenos Aires - La Plata con la rotonda Juan María Gutiérrez, en el Gran Buenos Aires. Esta autopista tiene una extensión de 8 kilómetros (numerados del km 31 al 39) y se encuentra dentro del partido de Berazategui, Provincia de Buenos Aires, Argentina.
Posee dos carriles por sentido de circulación. Ésta es la vía obligada para los destinos turísticos de Mar del Plata y otras ciudades de la costa bonaerense porque se conecta con la Autovía 2. Como consecuencia es una vía de alto caudal de tránsito, especialmente en la temporada estival y en Semana Santa. 
La autopista discurre (de noreste a sudoeste) por las localidades de Guillermo Enrique Hudson y Juan María Gutiérrez y se construyó utilizando las trazas de las avenidas Gutiérrez - Hudson y Valentín Vergara. Esta última avenida se encontraba en el límite entre los partidos de Berazategui y Florencio Varela.
Este camino se abrió al público el 17 de noviembre de 1995, siendo su extremo sur la rotonda Juan María Gutiérrez. A esta rotonda confluían varios caminos importantes, incluyendo la Ruta Provincial 36 hacia el norte y el sur, la Ruta Provincial 1 y esta autopista. Este peligroso cuello de botella determinó que se debiera construir un puente sobre la rotonda para que el tráfico proveniente de la Autopista Buenos Aires - La Plata pudiera seguir con destino a las localidades de la costa bonaerense sin disminuir la velocidad. Este puente se inauguró el 20 de diciembre de 1996.

## Recorrido
A continuación se muestra en el esquema las intersecciones principales presentes en el trayecto.
|  | RMq | RMItu4a | RMq |

|  | STRq | RMIdo |  |

| lDAMPF |  | SKRZ-Muq |  |

|  |  | RM |

|  | STRq | RMIdu |  |

|  |  | RM |

|  | exSTRq | MWKRZu | exSTRq |

|  |  | RM |

|  | STRq | RMIdu | STRq |

| lDAMPF |  | SKRZ-Muq |  |

|  | RMq | RMIdo | RMq |

|  |  | RM |

## Gestión
La empresa AUBASA tiene la concesión de la zona de camino.